# Chen Yin
Chen Yin (en xinès: 陈寅; n. Hebei, 29 de març de 1986) és un nedador de estil papallona xinès.

## Biografia
Va fer la seva primera aparició olímpica als Jocs Olímpics de Pequín 2008. Va nedar en la cinquena sèrie, i després de fer un temps d'1:56.55, va ser classificat per a la semifinal, quedant eliminat amb l'onzè millor temps, sent d'1:55.88. També va participar en els Jocs Olímpics de Londres 2012, nedant en la prova de 200 m papallona. Va nedar en la tercera sèrie, amb un temps d'1:55.60, passant a les semifinals en quedar en la posició sisena en el sumari total. Va nedar en la primera semifinal, aconseguint un temps d'1:54.43, sent aquest el tercer millor temps per disputar la final, en la qual va quedar vuitè nedant en 1:55.18.

## Marques personals
- Actualitzat a 3 de novembre de 2014.

| Piscina llarga  | Piscina llarga | Piscina llarga                       | Piscina llarga | Piscina llarga |
| --------------- | -------------- | ------------------------------------ | -------------- | -------------- |
| Estil           | Temps          | Competició                           |                |                |
| 50 m papallona  | 24.63          | Campionat asiàtic de natació de 2012 |                |                |
| 100 m papallona | 52.73          | Campionat asiàtic de natació de 2012 |                |                |
| 200 m papallona | 1:54.43        | Jocs Olímpics de 2012                |                |                |
| Piscina curta   |                |                                      |                |                |
| Estil           | Temps          | Competició                           |                |                |
| 50 m papallona  | 24.12          | Campionat Mundial de Natació de 2012 |                |                |
| 100 m papallona | 52.36          | Campionat Mundial de Natació de 2012 |                |                |
| 200 m papallona | 1:52.97        | Copa del Món de natació de 2007      |                |                |